# 天主教新當教區
天主教新當教區（拉丁語：Dioecesis Sintangensis）是印度尼西亞天主教會的一個教區，位於西加里曼丹省中部，屬坤甸總教區，涵蓋新當縣、美拉維縣、上卡普阿斯縣。現任主教為撒慕爾·奧頓·西丁。1948年3月11日自坤甸宗座代牧區析出，設為新當宗座監牧區。1956年4月23日升格為新當宗座代牧區。1961年1月3日升格為新當教區。

## 堂區
新當教區共管轄38個堂區，並在教區與堂區之間劃分3個地區。

### 新當地區
- 基督君王主教座堂（新當縣新當鎮）
- 天地之母后堂（新當縣新當鎮）
- 聖母無原罪堂（新當縣中吉東敖鎮）
- 聖彌額爾堂（新當縣下吉東敖鎮）
- 聖若瑟堂（新當縣上吉東敖鎮）
- 聖女小德蘭堂（新當縣雙溪打必連鎮）
- 聖家堂（新當縣雙溪打必連鎮）
- 和平之后堂（新當縣淡布納鎮）
- 聖伯多祿聖安德肋堂（新當縣斯巴烏鎮）
- 聖瑪爾定堂（新當縣吉蘭柏邁鎮）
- 聖保祿堂（新當縣下加燕鎮）
- 聖十字架堂（新當縣上加燕鎮）
- 聖若瑟堂（新當縣下加燕鎮）
- 玫瑰聖母堂（新當縣吉蘭柏邁鎮）
- 聖伯多祿堂（新當縣德戴鎮）：此時這堂區的教牧事工合併吉蘭柏邁鎮聖瑪爾定堂區，並通常被稱為「吉蘭－德戴」（Kelam-Dedai）堂區。
- 聖母無原罪堂（新當縣安峇勞鎮）
- 聖蒙福堂（新當縣斯拉威鎮）

### 美拉維地區
- 聖母無原罪堂（美拉維縣勿林明鎮）
- 聖母瑪利亞堂（美拉維縣丹那彬路鎮）
- 聖母升天堂（美拉維縣彬路鎮）
- 聖路易絲堂（美拉維縣美努拱鎮）
- 聖伯多祿堂（美拉維縣下埃拉鎮）
- 聖斯德望堂（美拉維縣南彬路鎮）

### 上卡普阿斯地區
- 聖瑪爾定堂（上卡普阿斯縣上恩峇羅鎮）
- 聖伯多祿堂（上卡普阿斯縣）
- 聖家堂（上卡普阿斯縣比加鎮）
- 聖保祿堂（上卡普阿斯縣上文律鎮）
- 聖母訪親堂（上卡普阿斯縣Kalis鎮）
- 聖若望堂（上卡普阿斯縣Silat Hulu鎮）
- 聖狄思瑪斯堂（上卡普阿斯縣Batang Lupar鎮）
- 聖安多尼堂（上卡普阿斯縣富都鎮）
- 聖母無原罪堂（上卡普阿斯縣富都鎮）
- 主顯堂（上卡普阿斯縣南富都鎮）
- 聖蒙福堂（上卡普阿斯縣峇道鎮）
- 聖保祿堂（上卡普阿斯縣Empanang鎮）
- 聖斐德理堂（上卡普阿斯縣Seberuang鎮）
- 聖若望堂（上卡普阿斯縣富都鎮）
- 聖方濟沙勿略堂（上卡普阿斯縣Semitau鎮）